# 蔬菜汁

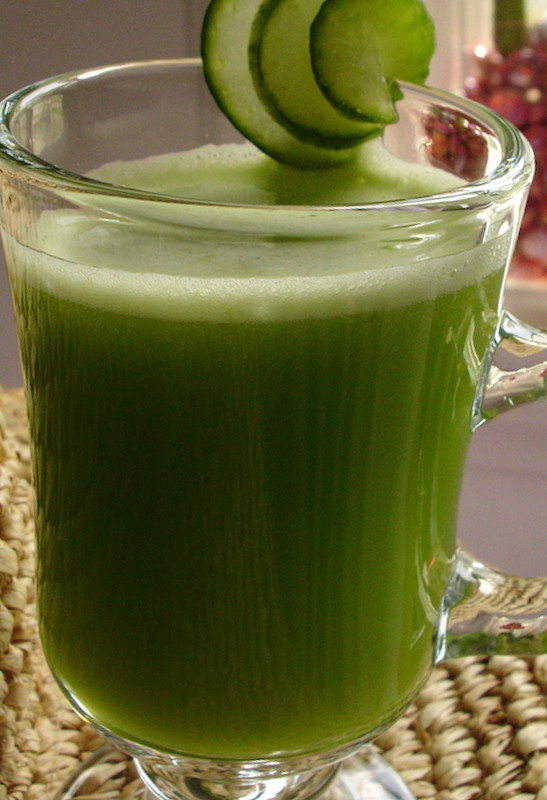
青瓜、青蘋果、西芹汁

蔬菜汁，又叫菜汁、菜蔬汁，是指用蔬菜榨出來的蔬果汁饮料，例如胡萝卜汁、番茄汁、紅菜頭汁、五青汁（苹果、菜椒、黄瓜、苦瓜與旱芹）等均屬於蔬菜汁，蔬菜汁亦可與其他水果果汁混在一起飲用。